# Crossorhombus azureus
Crossorhombus azureus és un peix teleosti de la família dels bòtids i de l'ordre dels pleuronectiformes.

## Morfologia
Pot arribar als 18 cm de llargària total.

## Distribució geogràfica
Es troba a les costes de la Badia de Bengala, nord-oest d'Austràlia, Mar de la Xina Meridional, Xina, Taiwan, Japó, Vietnam i Indonèsia.